# 浅羽祐樹
浅羽 祐樹（あさば ゆうき、1976年 - ）は、日本の政治学者。専攻は、韓国政治・比較政治学・国際関係論・日韓関係・司法政治論。同志社大学グローバル地域文化学部教授。

## 来歴
大阪府生まれ。立命館大学国際関係学部卒業、ソウル大学校社会科学大学政治学科博士課程修了（政治学博士）。九州大学韓国研究センター研究員、山口県立大学国際文化学部准教授、新潟県立大学政策研究センター准教授、同教授を経て、2019年4月から現職。
他に北韓大学院大学校（韓国）招聘教授、早稲田大学韓国学研究所招聘研究員を歴任。
現代韓国朝鮮学会賞（小此木賞）を2009年に受賞した。
韓国政治に関するコメンテーターとしてメディア出演も多く、その際には若者文化や、誤解が生じない程度にかみ砕いた比喩表現で説明することもあり、評価を得ている。
2024年度はソウルの統一研究院に招聘研究委員として在籍。

## 人物
機能不全家庭で育ったアダルトチルドレンを自認する。過去にはパワーハラスメントを受け、うつ病と適応障害を併発した経験を持つ。
紗倉まなの大ファンで、2018年にAbemaPrimeで初共演した。2023年のTwitterでは専門分野を「まなてぃ作品（映像及び文学）」と記述している。

## 著作

### 単著
- 『したたかな韓国―朴槿恵時代の戦略を探る』NHK出版〈NHK出版新書 402〉、2013年3月。ISBN 978-4-14-088402-7。
- 『韓国化する日本、日本化する韓国』（講談社、2015年）
- 『比較のなかの韓国政治』（有斐閣、2024年）

### 共著
- 浅羽祐樹、木村幹、佐藤大介『徹底検証 韓国論の通説・俗説：日韓対立の感情vs.論理』中央公論新社〈中公新書ラクレ 439〉、2012年12月。ISBN 978-4-12-150439-5。
- 『戦後日韓関係史』李鍾元、木宮正史、磯崎典世との共著（有斐閣、2017年）
- 「だまされないための「韓国」――あの国を理解する「困難」と「重み」』木村幹、安田峰俊との共著（講談社、2017年）
- 『知りたくなる韓国』新城道彦、金香男、春木育美との共著（有斐閣、2019年）

### 編著
- 『環日本海国際政治経済論』猪口孝・鈴木隆・袴田茂樹との共編（ミネルヴァ書房、2013年）
- 『日韓政治制度比較』康元澤、高選圭との共編（慶應義塾大学出版会、2015年）
- 『韓国語セカイを生きる 韓国語セカイで生きる――AI時代に「ことば」ではたらく12人』朴鍾厚との共編（朝日出版社、2024年）
- 『はじめて向きあう韓国』（法律文化社、2024年）
- 『韓国とつながる』（有斐閣、2024年）

### 共訳
- 崔章集 著、磯崎典世／出水薫／金洪楹／浅羽祐樹／文京洙 訳『民主化以後の韓国民主主義 : 起源と危機』岩波書店、2012年1月。ISBN 978-4-00-024863-1。

### 論文
- “Bringing people's voices back in Japan–South Korea relations” Japanese Public Sentiment on South Korea: Popular Opinion and International Relations, Edited By Tetsuro Kobayashi, Atsushi Tago, Routledge, 2021
- “When will Japan's apology lead to reconciliation with South Korea?”（Tetsuro Kobayashi, Atsushi Tago, Kyu S. Hahnとの共著）前掲 Japanese Public Sentiment on South Korea
- “38 seconds above the 38th parallel: how short video clips produced by the US military can promote alignment despite antagonism between Japan and Korea” International Relations of the Asia-Pacific, Volume 20, Issue 2, May 2020, Kyu S Hahn, Seulgi Jang, Tetsuro Kobayashi, Atsushi Tagoとの共著
- 「韓国憲法裁判所における大統領弾劾審判の比較研究：盧武鉉と朴槿恵」『年報政治学』69 巻 (2018) 1 号
- 「Ⅶ-1章　韓国における1987年憲法の持続と憲法体制の変化』駒村圭吾・待鳥聡史編著『「憲法改正」の比較政治学』弘文堂、2016年
- 「韓国の政治と外交―秩序構成の重層的リベラル相関」山本吉宣・黒田俊郎編『国際地域学の展開―国際社会・地域・国家を総合的にとらえる』（明石書店、2015年）
- “Korean Parliamentary Politics,”Takashi Inoguchi (ed.), Japanese and Korean Politics : Alone and Apart from Each Other (Palgrave Macmillan,2015)
- 「第３章　自己拘束的制度としての選挙管理システム──韓国とフィリピンの比較研究」（川中豪との共著）大西裕編『選挙管理の政治学――日本の選挙管理と「韓国モデル」の比較研究』有斐閣、2013年
- 「第８章　韓国における選挙区画定の政治過程──選挙区画定委員会と政治改革特別委員会の間」前掲『選挙管理の政治学』
- 「選挙制度の影響」山田真裕・飯田健編著『投票行動のフロンティア』おうふう、2009年
- 「韓国における政党システムの変容： 地域主義に基づく穏健多党制から2大政党制・全国政党化へ」『山口県立大学学術情報（国際文化学部紀要）』2、2009年　（2009年現代韓国朝鮮学会賞受賞論文）
- 「分裂と統合の韓国政治： 第17代大統領選挙(2007年12月)に対する分析」『選挙研究』24-2、2009年 （朴賛郁との共著）
- 「한국에서의 대선후보선출과 정당정치: 제17대 대선을 중심으로」『한국정치연구』17-1、2008. （「韓国における大選候補選出と政党政治： 第17代大統領選挙を中心に」『韓国政治研究』）
- 「집합자료를 사용한 17대 대선에 관한 종합적 분석」박찬욱편『제17대 대통령선거를 분석한다』제4장. （「アグリゲートデータを用いた17代大選に関する綜合的分析」朴賛郁編『第17代大統領選挙を分析する』第4章）
- 「ハンナラ党は自民党の前轍を踏もうとしているのか： 中選挙区制における候補者擁立戦略と2006年韓国地方選挙の分析」『山口県立大学学術情報（国際文化学部紀要）』1、2008年
- 「覇権と国際政治経済秩序： 覇権安定論の批判的評価」『立命館国際研究』20-3、2008年（白昌宰・中戸祐夫との共著）
- 「Three-tier model of linkage failure in Duverger's law: regionalism in Korean parliamentary elections in comparative perspectives」『選挙研究』23、2008年
- 「民主化以降の民主主義と立憲主義： 盧武鉉政権における「憲法問題」と民主政20年の持続」『韓国研究センター年報』 7、2007年
- 「日韓の自治体間交流と姉妹都市提携： 福岡市と釜山広域市との姉妹都市化を事例に」『財団法人福岡アジア都市研究所若手研究者研究活動助成報告書』、2006年
- 「被治者間の政治的な平等： 韓国における票の等価性についての実証研究」『現代韓国朝鮮研究』5、2005年
- 「盧武鉉権下[ママ］のナショナル・アイデンティティをめぐる国内論争：韓国における「東北アジア」地域構想」『宇都宮大学国際学部研究論集』20、2005年（中戸祐夫との共著）
- 「民主化以降韓国の国会議員選挙： 小選挙区比例代表並立制の制度的効果を中心に」『現代韓国朝鮮研究』4、2004年
- 「二重の民主的正統性における代理人間問題：韓国の盧武鉉大統領弾劾という事例」『現代思想』32-12、2004年
- 「韓国憲政史における自己拘束的な憲法： 1948年憲法・1962年憲法・1987年憲法の比較」『比較法学』38-1、2004年（水島朝穂との共著）

## メディア出演
- 朝ズバッ!（TBS）
- NEWS WEB（NHK）
- 日曜討論（NHK）
- プライムタイム（BSフジ）
- 荻上チキ・Session-22（TBSラジオ）
- BSフジLIVE プライムニュース(2017年1月27日、BSフジ)